# 비긴 어게인 (영화)
《비긴 어게인》(영어: Begin Again)은 2013년에 공개된 미국의 뮤지컬 코미디 드라마 영화이다. 존 카니가 감독을 맡았으며, 키라 나이틀리, 마크 러펄로, 애덤 러빈 등이 출연했다.
‘Lost Stars’가 2015년 제87회 아카데미상 주제가상 후보에 올랐다.

## 줄거리
“다시 시작해, 너를 빛나게 할 노래를!” 
싱어송라이터인 ‘그레타’(키라 나이틀리 분)는 남자친구 ‘데이브’(애덤 러빈 분)가 메이저 음반 회사와 계약을 하게 되면서 뉴욕으로 오게 된다. 그러나 행복도 잠시, 오랜 연인이자 음악적 파트너로서 함께 노래를 만들고 부르는 것이 좋았던 그레타와 달리 스타가 된 데이브의 마음은 어느새 변해 버린다.
스타 음반 프로듀서였지만 이제는 해고된 ‘댄’(마크 러펄로 분)은 미치기 일보 직전 들른 뮤직바에서 그레타의 자작곡을 듣게 되고 아직 녹슬지 않은 촉을 살려 음반 제작을 제안한다. 거리 밴드를 결성한 그들은 뉴욕의 거리를 스튜디오 삼아 진짜로 부르고 싶었던 노래를 만들어 간다.

## 출연진
- 키라 나이틀리 - 그레타 제임스 역
- 마크 러펄로 - 댄 멀리건 역
- 애덤 러빈 - 데이브 콜 역
- 캐서린 키너 - 미리엄 하트 역
- 헤일리 스타인펠드 - 바이얼릿 멀리건 역
- 제임스 코든 - 스티브 역
- 시로 그린 - 트러블검 역
- 야신 베이 - 솔 역
- 롭 모로 - CEO 역
- 매드 코먼 - 필리스 역
- 아야 캐시 - 제니 역
- 제니퍼 리 - 밈 역

## 제작

### 존 카니의 키라 나이틀리 비판
2016년 감독 존 카니는 차기작 《싱 스트리트》 개봉 홍보 차원에서 인터뷰 자리를 가지며 키라 나이틀리를 여러 차례 공개적으로 비판했다. 〈인디펜던트〉와의 인터뷰에서는 나이틀리가 《비긴 어게인》에서 맡은 역인 싱어송라이터의 본질을 파악하지 못했고, “계속 수행단에게 둘러싸여 있었”으며, “절대 다시는 슈퍼모델과 영화를 작업하지 말아야 한다는 것을 배웠다”고 주장하면서 “그녀는 (카메라 앞에서) 자신이 누구인지를 숨기려고 하는데, 배우가 그러면 안 된다고 생각합니다. (중략) 키라를 혹평하고 싶지는 않지만, 영화 배우가 되는 것은 어렵고, 일정 수준의 진정성과 자기 분석을 필요로 하는데, 저는 그녀가 그런 면에서 준비가 돼 있지 않았고, 그 영화에 출연할 준비도 전혀 돼 있지 않았다고 생각합니다”라고 말했다.
이 평가에 대해 나이틀리와 일했던 많은 감독들이 그녀를 옹호하기 위해 집결했다. 나이틀리가 출연한 영화 《네버 렛 미 고》(2010)의 감독 마크 로매닉은 트위터를 통해 나이틀리와 일한 것이 “아주 굉장했다”고 전했다. 《세상의 끝까지 21일》(2012)의 감독 로린 스커파리아는 그녀가 “정말 사랑스러웠다”고 말했고, 《래기스》(2014)의 린 셸턴 감독도 나이틀리가 “훌륭하다”고 언급하였다.
며칠 후 카니는 트위터에 사과문을 게시하였다. 그는 “작품 속에서 허점을 찾아내면서 다른 누군가를 탓하게 되었다”고 설명하면서, “키라는 직업 정신을 갖고 임했으며 영화 촬영 기간 동안 전념했고 이 영화의 성공에 크게 기여했다”고 정정했다. 또한 자신의 행동은 “결코 정당화될 수 없으며, 다시는 반복하지 않을 것”이라고 결론지었다.

## 사운드트랙
미국에서 2014년 7월 1일 발매되었다. 대한민국에서는 온라인을 통해 7월 21일 출시되었다.

### 수록곡 목록
| #            | 제목                                           | 작사·작곡                                                    | 음악가          | 재생 시간 |
| ------------ | ---------------------------------------------- | ------------------------------------------------------------ | --------------- | --------- |
| 1.           | 〈Lost Stars〉                                 | 그레그 알렉산더, 대니엘 브리즈부아, 닉 래슐리, 닉 사우스우드 | 애덤 러빈       | 4:27      |
| 2.           | 〈Tell Me If You Wanna Go Home〉               | 알렉산더, 래슐리                                             | 키라 나이틀리   | 3:39      |
| 3.           | 〈No One Else Like You〉                       | 알렉산더, 래슐리                                             | 러빈            | 3:28      |
| 4.           | 〈Horny〉                                      | 알렉산더, 릭 나월스                                          | 시로 그린       | 4:00      |
| 5.           | 〈Lost Stars〉                                 | 알렉산더, 브리즈부아, 래슐리, 사우스우드                     | 나이틀리        | 3:12      |
| 6.           | 〈A Higher Place〉                             | 알렉산더, 나월스                                             | 러빈            | 3:12      |
| 7.           | 〈Like a Fool〉                                | 존 카니                                                      | 나이틀리        | 2:27      |
| 8.           | 〈Did It Ever Cross Your Mind (Demo Version)〉 | 알렉산더                                                     | 세실 오케스트라 | 3:38      |
| 9.           | 〈Women of the World (Go on Strike!)〉         | 알렉산더, 그린, 나월스                                       | 그린            | 3:15      |
| 10.          | 〈Coming Up Roses〉                            | 글렌 핸사드, 브리즈부아                                      | 키라 나이틀리   | 3:13      |
| 11.          | 〈Into the Trance〉                            | 알렉산더                                                     | 세실 오케스트라 | 4:05      |
| 12.          | 〈A Step You Can't Take Back〉                 | 카니, 알렉산더, 브리즈부아                                   | 나이틀리        | 3:25      |
| 총 재생 시간 | 총 재생 시간                                   | 총 재생 시간                                                 | 총 재생 시간    | 42:36     |

| #            | 제목                                            | 작사·작곡                                | 음악가                      | 재생 시간 |
| ------------ | ----------------------------------------------- | ---------------------------------------- | --------------------------- | --------- |
| 13.          | 〈Lost Stars (Into the Night Mix)〉             | 알렉산더, 브리즈부아, 래슐리, 사우스우드 | 러빈                        | 3:38      |
| 14.          | 〈The Roof is Broke (Demo Mix)〉                | 알렉산더                                 | 세실 오케스트라             | 3:00      |
| 15.          | 〈Tell Me If You Wanna Go Home (Roof Top Mix)〉 | 알렉산더, 래슐리                         | 나이틀리, 헤일리 스타인펠드 | 3:27      |
| 16.          | 〈Intimidated by You〉                          | 알렉산더                                 | 세실 오케스트라             | 2:28      |
| 총 재생 시간 | 총 재생 시간                                    | 총 재생 시간                             | 총 재생 시간                | 55:00     |

### 음원 판매 및 순위
대한민국에서 2만 장이 넘는 판매 실적을 올렸다. 9월 29일 기준 음원 사이트 멜론의 ‘실시간 차트 톱 100’에서 ‘Lost Stars’가 4위에 올랐다. 이 밖에도 ‘No One Else Like You’(11위), ‘Tell Me If You Wanna Go Home’(16위), ‘A Step You Can't Take Back’(18위) 등 수록곡 가운데 4곡이 20위 권에 이름을 올렸다.

## 반응

### 대한민국

#### 홍보 비판
대한민국 개봉 시 이 영화는 ‘다양성 영화’라는 수식어를 달았으며, 다양성 영화로서 이례적으로 300만 명이 넘는 관객을 동원했다고 홍보되었다. 그러나 대중의 시선이 잘 닿지 않고 대규모의 제작비를 들여 만드는 상업 영화와 달리 소규모의 제작비가 투입되는 영화를 지칭하는 ‘다양성 영화’라는 표현이 과연 적절한지 여부를 두고 비판이 있었다. 제작비 800만 달러는 여타 할리우드 영화에 비교하면 초저예산이지만 국내 영화 제작비에 비교했을 때는 대규모이며, 키라 나이틀리, 마크 러펄로, 애덤 러빈과 같은 스타들이 출연했고, 《원스》(2007)를 통해 이미 음악 영화 감독으로 인정을 받은 존 카니 감독이 연출을 맡았다는 점이 지적되었다.

#### 효과
존 카니 감독의 전작이며 대한민국에서 2007년 개봉해 독립 영화 사상 최초로 22만 6,000여 명의 관객을 동원했던 《원스》에 대한 관심이 덩달아 높아졌다. 《비긴 어게인》이 개봉된 해의 12월 뮤지컬 《원스》 개막을 앞두고 24~28일 단 5일 동안 삼성동 메가박스 코엑스에서 상영회를 한 《원스》는 예매 점유율 5위, 재개봉 첫날 전석 매진을 기록하며 다양성 영화 박스 오피스 10위에 올랐다. 이에 영화사 진진은 롯데시네마 에비뉴엘 등 상영관을 추가로 2곳 늘렸다. 진진 관계자는 “뮤지컬 《원스》 때문에 미리 기획한 특별 상영회였는데, 《비긴 어게인》의 흥행 효과를 톡톡히 누렸다”고 설명했다.
뮤지컬 《원스》 역시 《비긴 어게인》의 흥행 소식이 반갑기는 매한가지였다. 제작사인 신시컴퍼니 관계자는 “18일 1차 티켓 오픈 이후 꾸준히 문의가 늘고 《원스》 재개봉 기간에 예매율이 올랐다”며 “《비긴 어게인》이 흥행 중인 것이 공연에 긍정적인 영향을 끼치는 것으로 보인다” 고 말했다.

#### 흥행
- 대한민국: 340만 명

## 수상
- 2013년 제38회 토론토 국제 영화제 스페셜 프레젠테이션(존 카니) 초청[11]
- 2014년 제36회 모스크바 국제 영화제 스페셜 스크리닝(존 카니) 초청[12]
- 2014년 17회 상하이 국제 영화제 음악상(그레그 알렉산더) 수상[13]
- 2015년 제87회 아카데미상 주제가상(‘Lost Stars’ 대니엘 브리즈부아, 그레그 알렉산더) 후보[14]

## 우리말 녹음
MBC 성우진
- 박선영 - 그레타 역(키라 나이틀리)
- 하하 - 댄 역(마크 러펄로)
- 유재석 - 데이브 콜 역(애덤 러빈)
- 윤소라 - 미리엄 역(캐서린 키너)
- 김서영 - 바이얼릿 역(헤일리 스타인펠드)
- 정준하 - 스티브 역(제임스 코든)/트러블검 역(시로 그린)
- 박명수 - 솔 역(야신 베이)
- 이우신, 안지환, 김영선, 방성준, 조현정, 황광희